# هواپیمای مدل
هواپیمای مدل نمونه مشابه (قابل پرواز یا غیرقابل پرواز) یک هواپیمای واقعی یا خیالی است که از مواد متنوعی همچون کاغذ، پلاستیک، آهن، رزین‌های مصنوعی، چوب، فوم یا فایبر گلاس ساخته می‌شود. معمول‌ترین این مواد چوب بالسا است. هواپیمای مدل قابل پرواز در ۲ مدل سوختی و الکتریکی ساخته می‌شود . سوخت هواپیما شامل بنزین، الکل متانول، نفت سفید، گازوئیل، همراه با مخلوطی از انواع روغن مثل: روغن کرچک،روغن سنتتیک،روغن موتور ، و غیره... . است .

## تاریخچه
اختراع اولین مدل قابل پرواز روز تولد هوانوردی است. دکتر الکساندر لیپیش (۱۹۷۶–۱۸۹۴)
اولین آشنایی دانشمندان با قوانین ایرودینامیک و پرواز از آزمایش بر روی مدل‌ها حاصل شده‌است هواپیمای مدل نطفه علم هوانوردی است و تاریخچه آن تاریخچه علم پرواز است سر جرج کیلی (۱۸۵۷–۱۷۷۳) یکی از نوابغ انگلستان را همگان به عنوان پدر علم هوانوردی می‌شناسند. وی در خلال آزمایش‌های خود برای اولین بار در تاریخ هواپیمایی ساختمان اساسی هواپیما را به صورت تئوری مشخص کرد. کیلی روابط بین جریان هوا و خمیدگی سطوح را که پیدایش نیروی “ برا ” را اثبات می‌کند، کشف کرد. او همه این یافته‌ها را با استفاده از یک هواپیمای گلایدر مدل که در سال ۱۸۰۷ ساخته بود به دست آورد و با استفاده از تجربیات بدست آمده کتاب ناوبری هوا را در سال ۱۸۰۹ منتشر کرد.
در سال ۱۸۴۲ دو نفر انگلیسی دیگر به نام‌های ویلیامز هنسون و جان استرینگ فیلو با استفاده از نظرات و تجربیات کیلی یک هواپیمای مدل با طول بال ۳ متر و طول بدنه ۱۶۷ سانتی‌متر مجهز به یک موتور بخار و دو ملخ چهار پره را تکمیل کردند که موتور آن مخصوص این کار ساخته شده بود. این هواپیما در پرواز آزمایشی اول از تعادل کافی برخوردار نبود و پس از مهاجرت هنسون به آمریکا، استرینگ فیلو به تنهایی و با پشتکار آن هواپیما را بهینه کرد. جان استرینگ فیلو اولین پیشگام پرواز بود که موفق شد یک هواپیمای مدل موتوردار را پرواز دهد. هواپیمای مدل او هم‌اکنون در موزه علمی لندن نگهداری می‌شود.
در حدود سال‌های ۱۸۷۰ علم هوانوردی از مرزهای انگلستان پا فراتر نهاد و در کشور فرانسه اینگونه فعالیت‌ها آغاز شد. الفونس پنو در فرانسه از مشهورترین دانشمندان هوانوردی زمان خود بود که با استفاده از هواپیمای مدل گلایدر و بال‌زن و همچنین پرواز آزاد و سپس موتورکشی توانست این علم را به پیش ببرد. او در سال ۱۸۷۲ در انجمن هوایی پاریس مدلی را ارائه کرد که در محیط بسته به مدت ۱۱ ثانیه مسافتی حدود چهل متر را طی کرد و باعث حیرت اعضاء انجمن شد. چرا که هواپیمای او به خوبی متعادل بود. او در خلال ساخت و پرواز و آزمایش‌های پروازی مدلهایش به اهمیت زاویه هفتی و زاویه نصب بال پی برد.
در کشور آلمان اتولیلینتال به همراه برادر خود گوستاو آزمایش‌های مختلفی را روی مدل‌های قابل پرواز انجام دادند و سپس کایتهای با سرنشین مشهور خود را پرواز دادند. در حوالی سال ۱۸۸۶ در شهر واشینگتن آمریکا، ساموئل لانگلی برای اولین بار مدل‌های قابل پروازی را ارائه کرد. او در سال ۱۸۹۱ یک هواپیمای مدل پرواز آزاد با موتور بخار ساخت که بر اساس گزارش شاهدان عینی پرواز بسیار متعادلی را انجام داد و پس از حدود ۵/۱ دقیقه به سلامت فرود آمد. لانگلی از تجربیات بدست آمده مانند اتولیلینتال برای ساخت هواپیمای با سرنشین استفاده کرد اما برادران رایت بودند که از لانگلی پیشی گرفتند. آن‌ها با استفاده از تجربیاتی که لیلینتال بدست آورده بود و نیز هواپیمای مدل گلایدری که خودشان ساخته بودند، توانستند هواپیمای موتوردار با سرنشین خود را برای اولین بار در تاریخ در سال ۱۹۰۳ پرواز دهند.
ب: هواپیمای مدل رادیو کنترل
اولین نمونه بسیار ابتدایی رادیو کنترل در شهر نیویورک، در سال ۱۸۹۸ به نمایش درآمد. این دستگاه را نیکولا تسلا به عنوان یکی از ۱۱۳ اختراعش به ثبت رسانید. در پی این تحقیقات ارتش به حمایت مالی تسلا برآمد و او طرح‌های تحقیقاتی بسیاری را در زمینه رادیو کنترل و سیستم‌های مخابراتی برای ارتش انجام داد. او در اواسط سال ۱۹۳۰ یک هواپیمای کوچک رادیو کنترل ابتدایی با موتور گازوئیلی ساخت.
در سال ۱۹۳۶ اولین مسابقه هواپیمای مدل رادیو کنترل برگزار شد که هنوز زود بود. در سال ۱۹۳۷ مسابقات هواپیمای مدل رادیویی ۶ شرکت‌کننده داشت که فقط یک هواپیما توانست سالم به زمین بنشیند. در سال ۱۹۳۸ یک بار دیگر مسابقات توسط انجمن موتور سیتی آمریکا برگزار شد. این بار تعداد شرکت کنندگان به ۲۶ نفر افزایش یافت. اما فقط ۶ شرکت‌کننده توانستند قابلیت پرواز هواپیمایشان را به نمایش بگذارند. در مسابقات سال ۱۹۳۹ داوران به عملکرد رادیو کنترل، چه بر روی زمین، چه در پرواز اهمیت بیشتری داده بودند. در این مسابقات برادران گود (والت و بیل) با بدست آوردن ۸۹ امتیاز از ۱۰۰ امتیاز مقام اول را بدست آوردند. در حالی که نفر دوم تنها ۱۱ امتیاز را بدست آورده بود. برادران گود قبل از مسابقات ۱۹۳۹ بیش از ۶۰ دستگاه رادیو کنترل را آزمایش و بکار گرفته بودند. آن‌ها بعد از سال ۱۹۴۰ چندین بار مقام اول مسابقات را بدست آوردند و این موفقیت‌ها بعد از جنگ جهانی هم ادامه داشت. تاریخ، تکامل رادیو کنترل و هواپیمای رادیویی را مدیون تلاش و فداکاری بسیار این دو برادر است. هواپیمای موفق آن‌ها به نام گوف هم‌اکنون در موزه هوافضای واشینگتن نگهداری می‌شود.
یکی دیگر از افراد پیشگام در زمینه هواپیمای مدل رادیو کنترل، ژوزف راسپانته است. او یک طراح و سازنده استثنایی بود. او خیلی زود تکنولوژی الکترونیک و هواپیمای مدل موتوردار را با هم ترکیب کرده و بکار گرفت. سیستم رادیو کنترل او که از مکانیسم شماره‌گیر تلفن الهام گرفته بود، دارای عملکرد بهتری نسبت به رقبا بود. او مقام دوم مسابقات سال ۱۹۳۹ و ۱۹۴۰ را بدست آورده بود و سرانجام در سال ۱۹۴۶ مقام اول را بدست آورد.
با پیشرفت علم در زمینه نیمه‌رساناها و به وجود آمدن ترانزیستورها و مدارات کوچک الکترونیکی، رادیوکنترل‌ها نسبت به گذشته پیچیده‌تر شده‌اند. با نظر به گذشته پی می‌بریم که پیشگامان رادیو کنترل هدیه بسیار بزرگی را با تلاش و پشتکارشان به ما هدیه کرده و کاری به مراتب بزرگتر از چیزی که بتوان آن را فقط ترکیبی از سیستم‌های الکترونیکی و مکانیکی دانست، انجام داده‌اند و بدون این تلاش‌ها امروزه بدون شک نمی‌توانستیم به سیستم‌های پیشرفته فرستنده و گیرنده‌های رادیو کنترل دست یابیم. رادیو کنترل‌های پیشرفته دیجیتالی، قابلیت‌های بسیاری را پیش روی ما قرار داده‌اند و با تنظیمات و ترکیبات نرم‌افزاری می‌توان بازده بسیار بیشتری را با رعایت سادگی و سبکی مجموعه بدست آورد.
کار بزرگ فهم چگونگی استفاده از قوانین حاکم بر وسایل پرنده و نحوه کنترل آن‌ها بوده‌است.
به موارد هوافضایی کم بها داده شده و نتیجه‌گیری جای کار بیشتری دارد.
ج: هواپیمای رادیو کنترل در ایران
این هنر و صنعت در سال ۱۹۶۴ (۱۳۴۳) در محل فرودگاه مهرآباد توسط دو نفر انگلیسی به نام‌های پیتر کابرول و فیل اسمیت عملاً پا به کشور ایران نهاد. نمایشی توسط این دو صورت گرفت. از آن به بعد باشگاه هواپیمایی کشوری متولی گسترش این فن و ارائه خدمات به جوانان علاقه‌مند شد که برخی فعالیت‌های این بخش تاکنون ادامه دارد؛ با این تفاوت که بعد از انقلاب اسلامی بودجه و فعالیت آن به میزان قابل توجهی کاهش یافت و اشخاص عادی علاقه‌مند به این رشته هم‌اکنون فعالیت بیشتری نسبت به اعضاء باشگاه هواپیمایی کشوری انجام می‌دهند. از جمله فعالان در زمینه هواپیماهای مدل در سال‌های اخیر می‌توان به کانون هوافضا در سازمان فرهنگی هنری شهرداری تهران، آکادمی علوم هوافضایی مدل، آشیانه علوم و فنون پرواز مشهد و باشگاه هواپیمای مدل کمیته رادیوکنترل هوایی فدراسیون ورزش‌ها و بازی‌های الکترونیک اشاره کرد.

## هواپیمای مدل قابل پرواز

### میکرو گلایدر

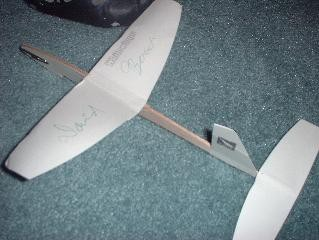
تصویر یک میکرو گلایدر.

مدل‌های میکروگلایدر به مدلی گفته می‌شود که دارای موتور و رادیو کنترل نباشد و بدنه و بال آن هیچگونه سازه اسکلتی نداشته باشد وزن این نوع مدل‌ها بسیار کم است و دارای طول بال زیر ۴۰ سانتیمتر می‌باشند (البته این اندازه رسمی یا مصوب جایی نیست و فقط یک تعریف نسبی است)

### گلایدر مدل
به هواپیمای مدلی گفته می‌شود که موتور نداشته و با استفاده از جریان هوا و سرخوردن روی هوا پرواز می‌کند به همین جهت به آن هواسر نیز گفته می‌شود.